# Cinema La Esperanza
El Cinema La Esperanza és un complex de projecció cinematogràfica situat en ple centre urbà del municipi de Sant Vicent del Raspeig (l'Alacantí), País Valencià. Compta amb dues sales de cinema, una d'elles a l'aire lliure.

## Història
El cinema La Esperanza es va inaugurar en 1926. Anys més tard, en 1950 va ser adquirit pels germans Alfonso i Manuel Vives López, oncles materns de l'actual propietari, José Manuel Alberola Vives. En 1987 el cinema va passar a les mans de José Manuel Alberola Vives, actual propietari del complex que segueix gestionant el negoci familiar.
Al llarg de la seua història, La Esperanza ha estat lloc de celebració de tot tipus d'actes i presentacions de les festes patronals, moros i cristians i fogueres de Sant Vicent. A més, ha acollit concerts musicals de tota classe, assemblees d'entitats, seminaris i congressos. El PSPV de Sant Vicent celebra al cinema d'estiu des dels seus inicis en els anys 1970 els seus principals mítings polítics. En els anys 1970 i 80 va acollir nombroses vetllades de boxeig. En 2017, va acollir per primera vegada la Gala de l'Esport on es va premiar als millors esportistes locals.
La Esperanza ha estat dels pocs cinemes històrics que ha aconseguit competir després de l'aflorament dels grans multicines, a més d'augmentar cada vegada més la seua popularitat a causa de la política d'últimes estrenes a preus baixos (3 euros l'entrada), política que també manté a la cafeteria.
A principis del segle XXI, José Manuel Alberola, propietari del cinema, va rebre una oferta milionària per comprar l'edifici, oferta que va ser rebutjada per seguir mantenint el negoci familiar que passa de pares a fills.

## Descripció
El cinema compte compta amb unes taquilles que serveixen per comprar entrades des de l'exterior del recinte. Al rebedor principal trobem la cafeteria, composta per una àmplia barra clàssica on es venen tot tipus de productes, en el qual destaca el famós entrepà de truita de creïlles que és especialitat de la casa. Des del rebedor s'accedeix a la sala de cinema, formada per una gran pantalla i un pati de butaques amb capacitat per 1.154 espectadors.
Existeixen dues plantes superiors al rebedor que serveixen de sales de reunions on se celebren aniversaris infantils entre setmana. Des del rebedor també s'accedeix al cinema d'estiu, situat en una àmplia terrassa que manté frondosos pins amb molts anys, fet que manté l'essència dels patis antics en un entorn totalment urbà d'edificis.
Actualment s'ha convertit en un dels principals atractius del municipi des del punt de vista turístic, ja que La Esperanza aconsegueix atraure els caps de setmana molts espectadors d'altres municipis.